# Церфосфоргаттоніт
Церфосфоргаттоні́т, церфосфоргатоні́т (англ. cerphosphorhuttonite; нім. Cerphosphorhuttonit m) — мінерал, силікатофосфат торію і церію.
Назва — за вмістом церію, фосфору і подібністю до мінералу гаттоніту (А. С. Павленко, Л. П. Орлова, М. В. Ахманова, 1965)

## Опис
Хімічна формула:
- 1. За Є. К. Лазаренком: ThCe[(Si, P)O8]•1,5H2O.
- 2. За «Геологическим словарем» (1973): ThCe [SiO4][PO4].

Склад мінералу проміжний між монацитом і гаттонітом. Склад у % (з Південно-Східного Сибіру): ThO2 — 40,56; Ce2O3 — 11,85; La2O3 — 4,51; Nd2O3 — 5,64; Pr2O3 — 1,47; Sm2O3 — 1,19; SiO2 — 10,05; P2O5 — 10,00; H2O — 6,46. Домішки: Fe2O3, U3O8, PbO, (Nb, Ta)2O5, F, CO2 тощо.
Форми виділення: клино- і списоподібні кристали. Колір від світло-жовтого до червоно-бурого. Блиск смолистий до матового. Густина 5,06. Тв. > 5. Рідкісний мінерал пегматитів. Супутні мінерали: колумбіт, фергусоніт, циркон. Знайдений у Сибіру.